# PAL
PAL (від англ. Phase Alternating Line) — система аналогового кольорового телебачення, розроблена інженером німецької компанії «Telefunken» Вальтером Брухом і використовується як стандарт телевізійного мовлення з 1967 року.

## Технічні особливості
Як і усі аналогові телевізійні стандарти, PAL є адаптованим і сумісним із старішим монохромним (чорно-білим) телемовленням. В адаптованих аналогових стандартах кольорового телемовлення додатковий сигнал колірності передається у кінці спектру монохромного телесигналу.
Як відомо із фізіології зору людини, відчуття кольору складається із трьох основних складових: червоного (R), зеленого (G) і синього (B) кольорів. Таку колірну модель позначають абревіатурою RGB. Через переважання у середньостатистичній телевізійній картинці зеленої складової кольору і для уникнення надлишкового кодування, як додатковий сигнал колірності використовують різницеві сигнали R-Y та B-Y (де Y — загальна яскравість монохромного телесигналу). У системі PAL використовують так звану колірну модель YUV (U = R-Y, V = B-Y).
Обидва додаткових сигнали колірності у стандарті PAL передаються одночасно у квадратурній модуляції (різновид амплітудної модуляції), типова частота піднесучої сигналу — 4 433 618.75 Гц (4.43 МГц). При цьому кожен різницевий сигнал кольору повторяють у наступному рядку з поворотом фази з частотою 15.625 кГц на 180 градусів, завдяки чому декодер PAL повністю усуває фазові помилки (типові для системи колірності NTSC). Для усунення фазової помилки декодер складає поточний і попередній рядки із пам'яті (у аналогових телевізійних приймачах використовується лінія затримки). Таким чином, об'єктивно, кольорове телевізійне зображення у стандарті PAL має вдвічі меншу роздільну здатність по-вертикалі, ніж монохромне зображення. Суб'єктивно ж, через більшу чутливість ока до яскравісної складової, на середньостатистичних телевізійних картинках таке погіршення майже не помітне. Застосування цифрової обробки сигналу ще більше згладжує цей недолік.
Застосування квадратурної модуляції є відмінною особливістю стандарту PAL від стандарту SECAM, повторення різницевих колірних сигналів у протифазі відрізняє його від NTSC, а колірна модель YUV відрізняє стандарт PAL від всіх аналогових систем.
Телевізійний кадр стандарту PAL має 576 активних рядків (всього їх у кадрі 625, але частина із них — службові), при цьому кожен рядок має 720 незалежних відліків (а максимально досяжна роздільна здатність обмежена 700 точками). Таким чином, телевізійний кадр є матрицею формату 720х576. Кожен кадр складається із полів (field) — парних (нижніх) і непарних (верхніх) рядків (черезрядкова розгортка), щоб зменшити мерехтіння, викликане швидким потемнінням люмінофору електронно-променевої трубки телеекрану. Непарні рядки формують непарне поле, парні рядки — парне поле. Всього у сигналі стандарту PAL 25 кадрів (50 полів).

## Географічні особливості
Система PAL є основною системою кольорового телебачення у Європі (крім Франції, Росії), Азії, Австралії і ряді країн Африки та Південної Америки.

Телевізійні стандарти за країнами. Держави, де використовують систему PAL позначено синім кольором.